# Marquis de Sade
Donatien Alphonse François, markiz de Sade  (Pariz, 2. lipnja 1740. – Charenton pokraj Pariza, 2. prosinca 1814.), francuski književnik.
U svojim djelima je opisivao mračne porive za psihičkim i fizičkim mučenjem: od čovjekova prava na "apsolutni egoizam" i naslađivanje u tuđim mukama pa do umorstava iz spolnog užitka. U svojim pornografskim romanima zagovarao je ateizam, što Katolička Crkva nije odobravala.

## Životopis
Rodio se u Parizu kao sin grofa, a ne markiza. Taj mu naslov nije pripadao, kao ni njegovim precima.[nedostaje izvor]
Najranije obrazovanje primio je od ujaka, svećenika,(koji je kasnije uhićen u bordelu). Nakon toga ide u jezuitski licej, školu isključivo za dječake. Kasnije se prijavljuje u vojsku, sudjelovavši u Sedmogodišnjem ratu, u kojem je služio kao konjanički časnik. 
Iz rata se vraća 1763. godine, te se ženi s Renée-Pélagie de Montreuil, koja mu je rodila dva sina i kćer.
Nakon braka, počinje se ponašati raspušteno i razvratno. Zlostavlja mlade prostitutke, pa je pod prismotrom policije. Nešto kasnije u životu, kao sudionica njegovih zlodjela bit će i Renée. Imao je aferu sa šurjakinjom, te je jednom s njom i pobjegao u Italiju.  Većinu svojih opscenih romana napisao je u zatočeništvu. Jedno vrijeme bio je i u Bastilji, gdje je susreo drugog aristokrata imenom Honoré Mirabeau, koji je također pisao erotska djela. Živio je u dvorcu Lacoste, koji će na kraju morati i prodati. Nekoliko puta izbjegao je smrt na giljotini. Uhićen je po naredbama najviših organa vlasti, kao što su kralj Luj XVI. i Napoleon Bonaparte. Bio je zgrožen Vladavinom terora i Francuskom revolucijom. Napisao je eulogiju kad je ubijen Jean-Paul Marat.
Godine 1801. uhićen je i poslan u umobolnicu Charenton, gdje je proveo ostatak života. Renée se od njega razvela 1790. godine.
Proveo je 27 godina u zatvorima, a na kraju u ludnici zbog raznih delikata. U umobolnici je počeo vezu s jednom djevojčicom od 13 godina. 
Umro je u 75. godini.

## Nepotpun popis djela
- Justine ili nesreće vrline
- Nova Justine
- 120 dana Sodome ili Škola razuzdanosti
- Filozofija u budoaru
- Razgovor između suđenika i samrtnika
- Markiza de Gange
- Adelaide od Brunswicka, saksonska princeza
- Tajna povijest Izabele Bavarske, francuske kraljice

## Popularna kultura
- De Sadeov život opisao je pisac Ivo Brešan u romanu Prokletnici iz 2010. U njemu se izmjenjuju sadašnjost i prošlost, a protagonist Miran pati od iluzije da je on zapravo markiz de Sade.

## Vanjske poveznice
- bhdani.com  Arhivirana inačica izvorne stranice od 7. prosinca 2010. (Wayback Machine)